# Wang Yu (avvocata)
Wang Yu (王宇S, Wáng YǔP; 1º maggio 1971) è un'avvocata e attivista cinese per i diritti civili.
È stata arrestata dalle autorità cinesi nel 2015 quando la Cina ha intrapreso la 709 crackdown contro gli avvocati per i diritti umani. È stata accusata di incitamento alla sovversione del potere statale che è un reato grave in Cina che prevede come pena l'ergastolo. Ha ricevuto un International Women of Courage Award nel 2021.

## Biografia
Prima della riconversione ad avvocato per i diritti umani, Wang Yu era una avvocata d'affari e commerciale fino ad un incidente alla stazione ferroviaria di Tientsin nel 2008. In quell'occasione ha avuto una discussione con gli impiegati delle ferrovie perché le era stato negato l'ingresso su un treno, anche se aveva un biglietto. Successivamente è stata accusata di "aggressione intenzionale" ed è stata imprigionata per più di 2 anni. Mentre era in prigione ha capito come i prigionieri venivano maltrattati e torturati. Quando è stata rilasciata nel 2011 si è riconvertita in avvocato per i diritti umani.
Da allora è diventata parte del movimento per i diritti umani in Cina. Fra i suoi clienti ci sono stati Ilham Tohti, un noto intellettuale uiguro, il gruppo per i diritti delle donne noto come le Feminist Five e il gruppo spirituale Falun Gong, bandito in Cina. È stato il suo uso dei social media per sostenere le sue cause che alla fine ha portato al suo arresto con l'accusa di sovversione. Nel 2015 l'Agenzia Nuova Cina, gestita dal governo, ha pubblicato un articolo volto a infangare la sua reputazione che affermava: "Questa donna arrogante con una fedina penale sporca si è trasformata da un giorno all'altro in un avvocato, blaterando di stato di diritto, di diritti umani e di giustizia".
Wang lavorava presso lo studio legale Fengrui di Pechino. Lo studio legale è stato preso di mira dal governo nella sua campagna di repressione, il che ha portato all'arresto di due avvocati e uno stagista, oltre a Wang e a suo marito, Bao Longjun. Alla fine del 2016 le autorità cinesi hanno rilasciato Wang Yu su cauzione dopo che è stata spinta a rilasciare una confessione televisiva in cui ha denunciato i suoi colleghi e suggerito che il suo lavoro sui diritti umani era il risultato di attivisti stranieri che volevano diffamare la Cina. "Non mi farò più usare da loro", ha dichiarato Wang in un video pubblicato su un sito di notizie del Partito Comunista. La sua confessione ha seguito uno schema simile a quelle date alle autorità cinesi da altri avvocati, editori e attivisti dei diritti umani. Gli amici hanno detto che, anche se rilasciata dalla detenzione, Wang sarebbe rimasta sotto sorveglianza delle autorità cinesi per anni e non sarebbe stata libera di andare e venire a suo piacimento.

## Premi e riconoscimenti
Il lavoro sui diritti umani di Wang Yu è mostrato nel documentario del 2016 Nome di battaglia Hooligan Sparrow, diretto da Nanfu Wang. Il 4 giugno 2016 Wang Yu ha ricevuto il 21º Premio Internazionale per i diritti dell'uomo Ludovic Trarieux. Il 6 agosto 2016, l'American Bar Association ha assegnato il suo primo premio International Human Rights Award a Wang Yu, in absentia. La presidente dell'ABA Paulette Brown ha dichiarato: "Nell'onorare Wang Yu rendiamo omaggio al suo impegno costante nel svolgere questo lavoro essenziale in Cina. Riconosciamo il suo importante lavoro per proteggere i diritti umani e per sostenere che il governo cinese rispetti l'indipendenza della magistratura e della professione legale e osservi gli standard del giusto processo, tutti principi garantiti dal diritto cinese e internazionale e fondamentali per sostenere il progresso verso lo stato di diritto".
Nella Giornata internazionale della donna del 2021 Wang Yu ha ricevuto l'International Women of Courage Award dal Segretario di Stato americano Antony Blinken. La cerimonia è stata virtuale a causa della pandemia di COVID-19 e ha compreso un discorso della First lady Jill Biden.  Dopo la cerimonia di premiazione tutte le quattordici premiate hanno potuto prendere parte a uno scambio virtuale come parte di un programma internazionale di leadership.